# Potentilla pulvinaris
Potentilla pulvinaris är en rosväxtart som beskrevs av Edward Fenzl. Potentilla pulvinaris ingår i Fingerörtssläktet som ingår i familjen rosväxter.

## Underarter
Arten delas in i följande underarter:
- P. p. argenteus
- P. p. pulvinaris

## Bildgalleri

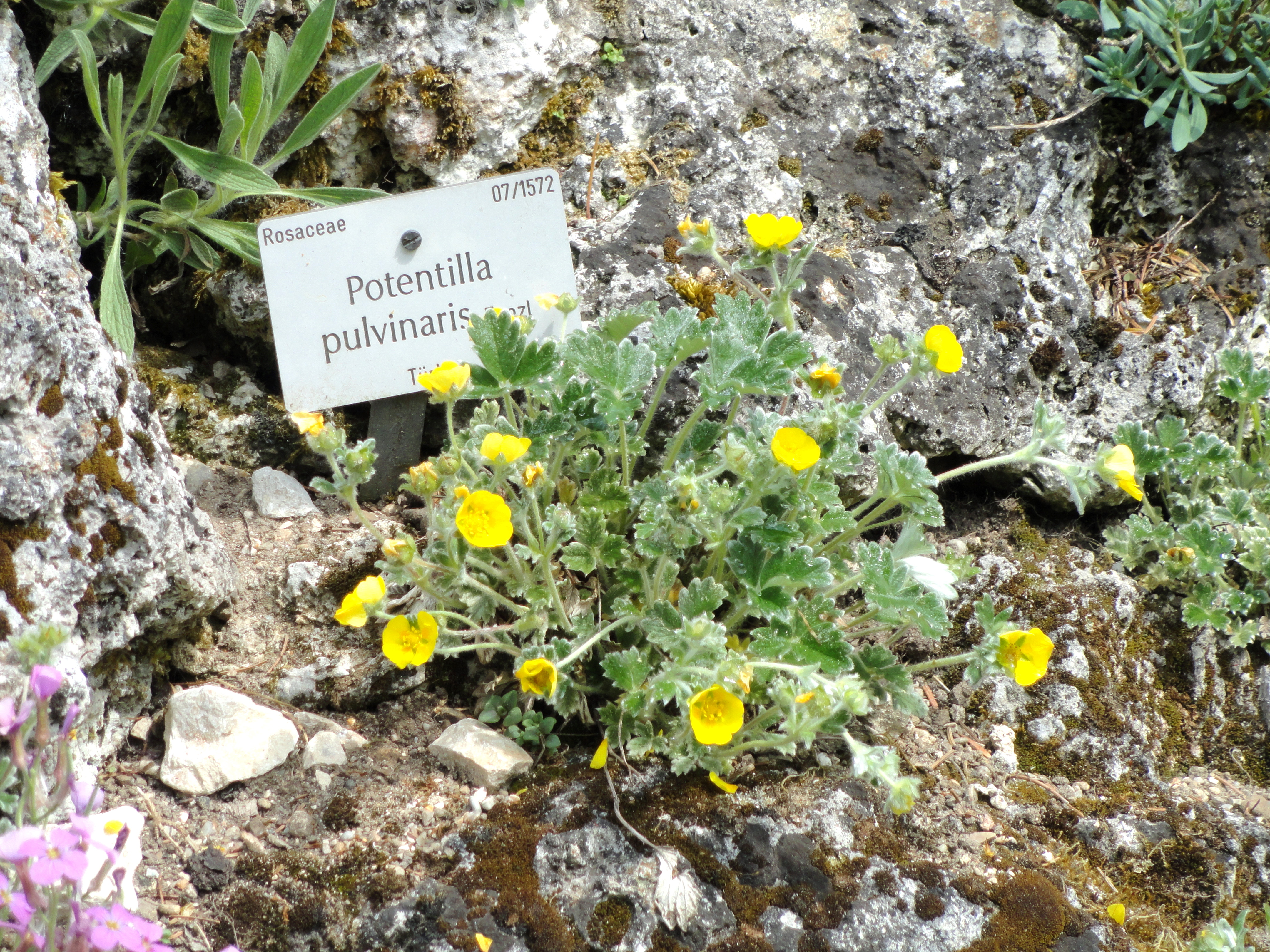
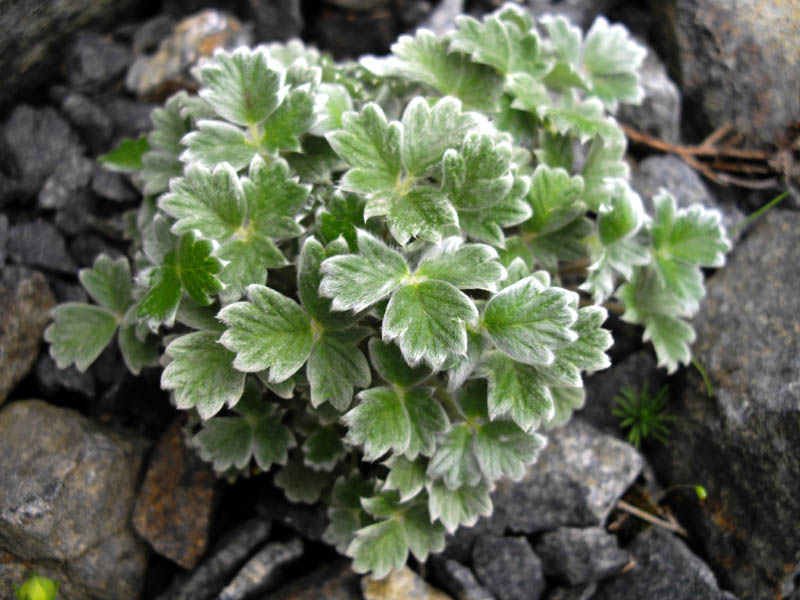